# Don Donaldson
 Don Donaldson (* um 1910; † nach 1959) war ein US-amerikanischer Jazzpianist und Arrangeur.

## Leben und Wirken
Donaldson, der aus Cape Cod stammte, spielte als Pianist Anfang der 1940er-Jahre bei Sidney Bechet & His New Orleans Feetwarmers, an deren Aufnahmen für Victor Records und V-Disc er beteiligt war. In dieser Zeit betätigte er sich auch als Arrangeur und arbeitete u. a. mit Louis Prima und Fats Waller, für den er ein Arrangement über Gershwins I Got Rhythm schrieb und auch als Leiter seiner Studio-Bigband fungierte. 1934 tourte Waller auch mit dem Orchester von Don Donaldson. 1959 arbeitete er noch mit der Jazzsängerin Debby Moore (My Kind of Blues).